# Nieuport-Delage NiD-52
Il Nieuport-Delage NiD-52 fu un aereo da caccia monomotore sesquiplano sviluppato dall'azienda aeronautica francese Nieuport-Astra nei tardi anni venti ma prodotto licenza dalla spagnola Hispano-Suiza.
Sviluppo del precedente Nieuport-Delage NiD-42, già acquistato dal governo francese in un numero limitato di esemplari, del quale rappresentava l'evoluzione a struttura metallica, venne proposto all'Armée de terre, l'esercito francese, assieme al NiD-62 a tecnica mista che alla fine gli sarà preferito per il suo costo inferiore. Tuttavia il modello venne proposto alla Spagna che lo accettò; avviato localmente alla produzione in serie rimase in servizio prima, durante, impiegato su entrambi i fronti, e fino al termine della Guerra civile spagnola.

## Storia del progetto

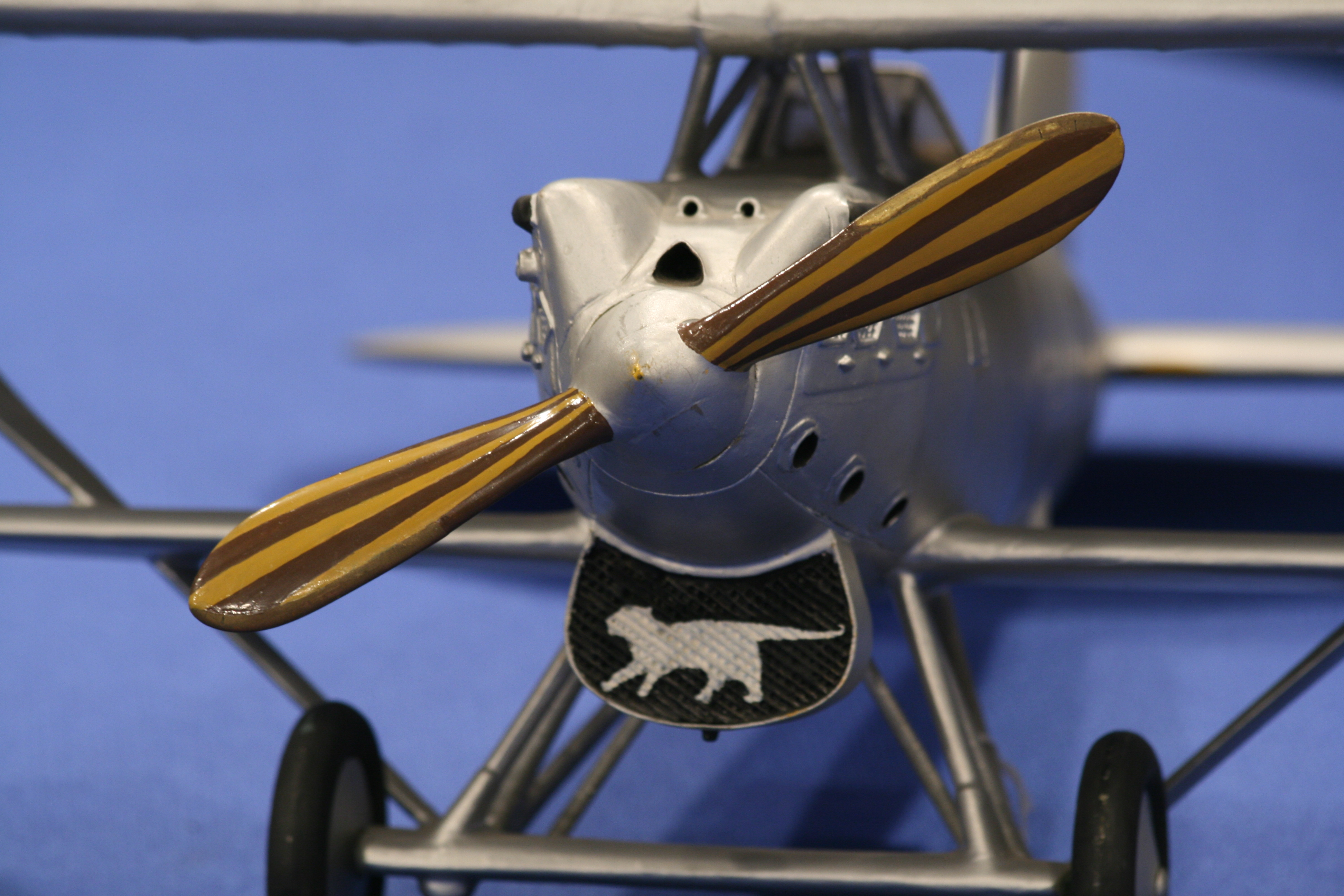
primo piano della parte anteriore di un modello in scala del NiD-52.

Il progetto ebbe origine nel 1924 quando Gustave Delage disegnò un nuovo modello di caccia da proporre all'Armée de terre per i propri reparti aerei. Caratterizzato dalla costruzione mista e dalla configurazione alare sesquiplana, dotato cioè di due piani alari ma con l'inferiore di apertura sensibilmente più piccola, il modello, indicato dall'azienda come NiD-42, venne in seguito accettato e, commissionato in piccola serie, entrò in servizio nel 1927. In quell'anno la Nieuport decise di avviare un programma di sviluppo migliorativo del modello realizzandone tre varianti: due con struttura interamente metallica, i NiD-52 e NiD-72, ed uno che riproponeva nuovamente la tecnica mista, il Nieuport-Delage NiD 62. Pur riproponendo la tecnica di costruzione del suo predecessore e condividendone la motorizzazione, un Hispano-Suiza 12H 12 cilindri a V, il NiD-52 abbandonava la soluzione monoscocca lignea della parte posteriore della fusoliera per una equivalente ma realizzata in duralluminio, così come nella struttura alare, pur riproponendo il rivestimento in tela verniciata, le centine in legno venivano sostituite con elementi in lega leggera. Inoltre le due ali avevano entrambe una superficie ridotta ed una corda maggiore rispetto a quelle del NiD-42 mentre, nel tentativo di migliorare la maneggevolezza del velivolo, veniva adottato un impennaggio dalle superfici maggiorate. L'armamento offensivo rimaneva basato su una coppia di mitragliatrici Vickers calibro 7,7 mm
Il prototipo del NiD-52 venne portato in volo nel tardo 1927, assieme al NiD-72 (simile al NiD-52 dal quale si differenziava per la ricopertura delle ali in duralluminio e per un'ulteriore riduzione della superficie alare) mentre il NiD-62 volerà nel gennaio 1928. Il governo francese preferì acquistare il più economico NiD-62, sottoscrivendo un ordine per un gran numero di esemplari, tuttavia il NiD-52, presentato per rispondere ad una specifica emanata dal governo spagnolo nel 1928, riuscì ad imporsi sui concorrenti alle prove comparative effettuate all'Aeroporto di Madrid-Cuatro Vientos. L'azienda francese realizzò un lotto di 34 esemplari, concedendo nel contempo una licenza di costruzione alla Hispano-Suiza che costruì i restanti 91 velivoli, indicati anche come Hispano-Nieuport, nei propri stabilimenti di Guadalajara, il primo dei quali volò dall'aerodromo di Getafe nel 1930 ed evadendo completamente l'ordine per 125 unità nel 1936.

## Impiego operativo
I reparti dell'Aeronáutica Militar, a quel tempo non ancora una forza armata autonoma ma branca dell'Ejército de Tierra, cominciarono a ricevere i NiD-52 nel 1930 dotando nei successivi anni tre unità da caccia, i Grupo 11, Grupo 1 e Grupo 13. In servizio il modello non risultò gradito ai suoi equipaggi che lo definirono pesante e poco reattivo, inoltre si rivelò più lento del previsto, con gli esemplari spagnoli in grado di raggiungere una velocità massima di soli 225 km/h contro un valore di 260 km/h dichiarato dall'azienda francese. Già nel primo periodo di servizio le perdite per incidente furono ingenti tanto che al 18 luglio 1936, data dello scoppio della guerra civile spagnola, gli esemplari in linea risultavano essere solo 56.

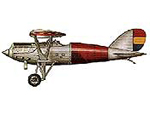
Il NiD-52 in livrea Fuerzas Aéreas de la República Española.

Durante il conflitto la maggior parte degli Hispano-Nieuport rimasero in mani repubblicane, utilizzati nella neocostituita Fuerzas Aéreas de la República Española (FARE), con soli 11 esemplari in carico all'Aviación Nacional della fazione franchista, inclusi tre esemplari atterrati per errore il 21 luglio sull'aerodromo di Armilla, nel territorio controllato dai nazionalisti. La FARE ricevette in seguito altri 10 esemplari costruiti dalla Hispano-Suiza con i pezzi di ricambio in giacenza tra l'agosto ed il settembre 1936.
Fino a quando non si resero disponibili modelli più moderni, gli oramai superati Hispano-Nieuport continuarono ad essere una componente importante tra i caccia a disposizione della FARE, con i NiD-52 che nei primi mesi del conflitto si scontrarono più volte tra reparti repubblicani e nazionalisti; tali scontri, almeno in un caso, portarono un'unità repubblicana equipaggiata con i NiD-52 ad attaccarne una avversaria ugualmente equipaggiata, concludendosi con la conseguente perdita di un Hispano-Nieuport.
I NiD-52 repubblicani si ritrovarono ben presto surclassati dai più moderni caccia Fiat C.R.32 e Heinkel He 51 a disposizione rispettivamente dell'Aviazione Legionaria e della Legione Condor, i reparti aerei che formati da personale volontario italiano e tedesco fiancheggiarono non ufficialmente i nazionalisti, costringendo (ad esempio) i piloti della FARE ad impegnare tre NiD-52 per ogni caccia Fiat.
Nonostante questo, la maggior parte delle perdite di NiD-52 vennero provocate non tanto da combattimenti quanto da incidenti, in particolare quando i velivoli venivano condotti da piloti volontari stranieri poco allenati al loro impiego; al contrario i piloti spagnoli preferivano scartare a priori i NiD-52 data la loro difficile manovrabilità.
Il NiD-52 venne ritirato da incarichi di prima linea durante l'inverno tra il 1936 ed il 1937, relegato all'addestramento ed al pattugliamento delle coste, recuperato brevemente in occasione della Battaglia di Guadalajara ed utilizzato per attaccare i reparti del Corpo Truppe Volontarie in ritirata
Nessun NiD-52 risulta essere riuscito a sopravvivere al termine del conflitto.

## Utilizzatori

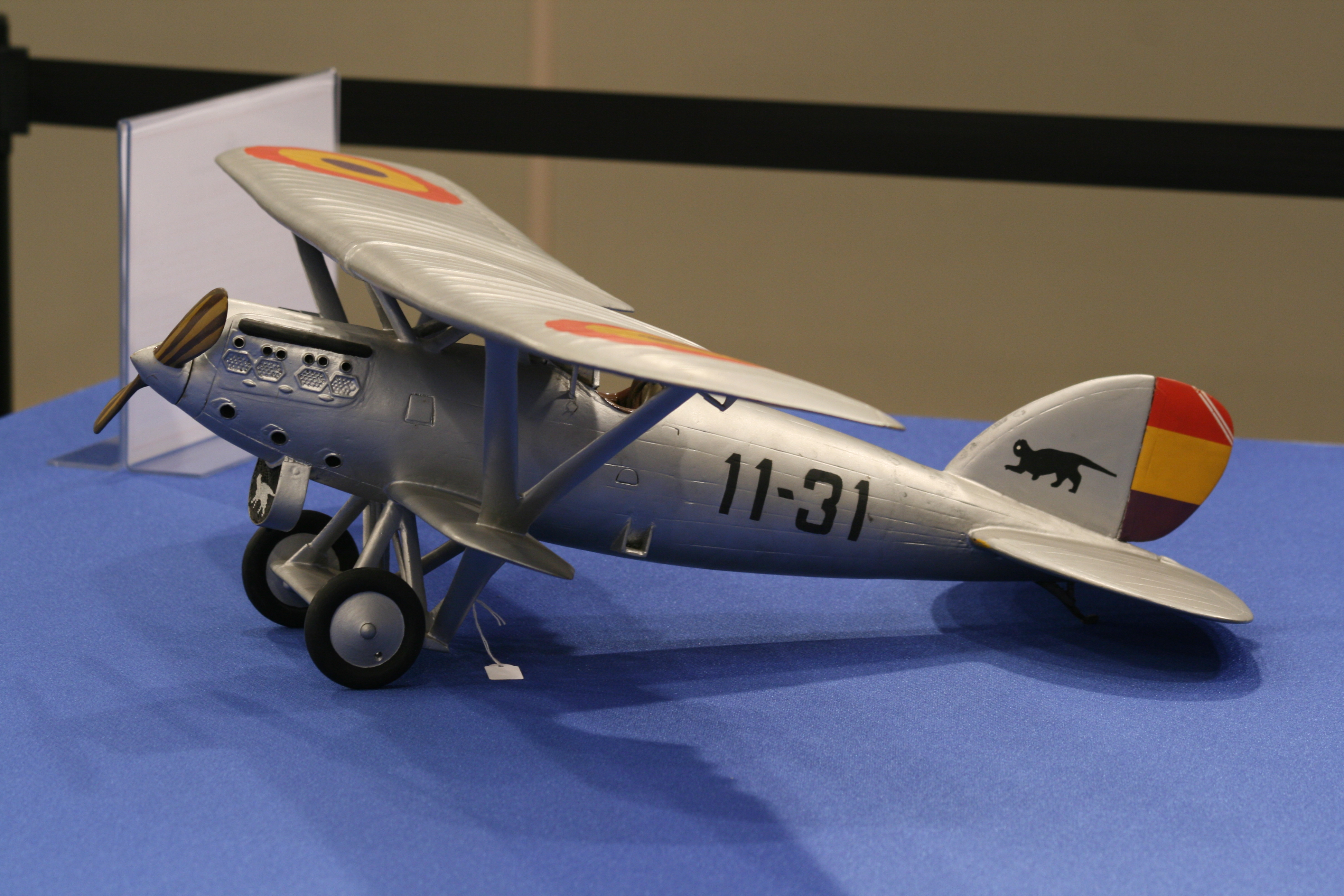
Modello in scala che riproduce la livrea della Fuerzas Aéreas de la República Española durante la Guerra civile spagnola.

Francia
- Aéronautique Militaire

utilizzato solo per prove di valutazione.
 Spagna
- Aeronáutica Militar

 Spagna
- Fuerzas Aéreas de la República Española

 Spagna
- Aviación Nacional

operò con 11 esemplari catturati dai nazionalisti.